# Jacques du Clercq
Pour les articles homonymes, voir Duclercq.
Jacques du Clercq est un chroniqueur du XVe siècle, né vers 1424 à Lille, mort vers 1468, 1469 ou 1501 à Arras.

## Biographie
Conseiller et fils d'un conseiller de Philippe le Bon, il arrive en 1444 à Arras, où il entreprend d'écrire ses Mémoires. Dans celles-ci, qui vont de 1449 à 1467, les anecdotes sur la vie quotidienne des habitants d'Arras côtoient la Grande histoire. Il évoque notamment le Recouvrement de la Normandie de 1449, La chute de Constantinople de 1453 et la guerre du Bien public (1465). 
Le texte des Mémoires a été publié à Bruxelles en 1823 et réimprimés par Jean Alexandre Buchon. Un étudiant du Professeur médiéviste Denis Clauzel, de l'université d'Artois, travaille actuellement sur une nouvelle publication. 